# تاريخ اليهود في مصر
اليهود المصريون هم الطائفة اليهودية التي سكنت مصر، وقد كانت من أكبر الطوائف اليهودية في العالم العربي وأكثرهم نفوذا وانفتاحا ومشاركة في مختلف المجالات في المجتمع المصري الحديث. وبرغم عدم وجود إحصاء دقيق، فإن عدد السكان اليهود في مصر قدر بأقل من مئة في عام 2004. بعدما كان بين 75-80 ألف في عام 1922. كانت التركيبة الأساسية للسكان اليهود في مصر تتكون من اليهود الناطقين بالعربية وهم الربانيون القراؤون، والذين انضم إليهم السفارديم بعد طردهم من إسبانيا. بعد افتتاح قناة السويس، ازدهرت التجارة في مصر، مما جذب إليها في الاشكناز الذين بدأوا في الوصول إلى مصر في أعقاب المذابح التي دبرت لليهود في أوروبا في الجزء الأخير من القرن التاسع عشر، حيث وجدوا الملاذ الآمن في مصر. والذين واقتصرت إقامتهم في القاهرة على منطقة «درب البرابرة». ولكن الأوضاع ساءت لليهود المصريين منذ أواخر أربعينيات القرن العشرين بعد حرب 1948، وازدادت الأمور سوءاً بعد فضيحة لافون وحرب 1956.

## البنية السكانية

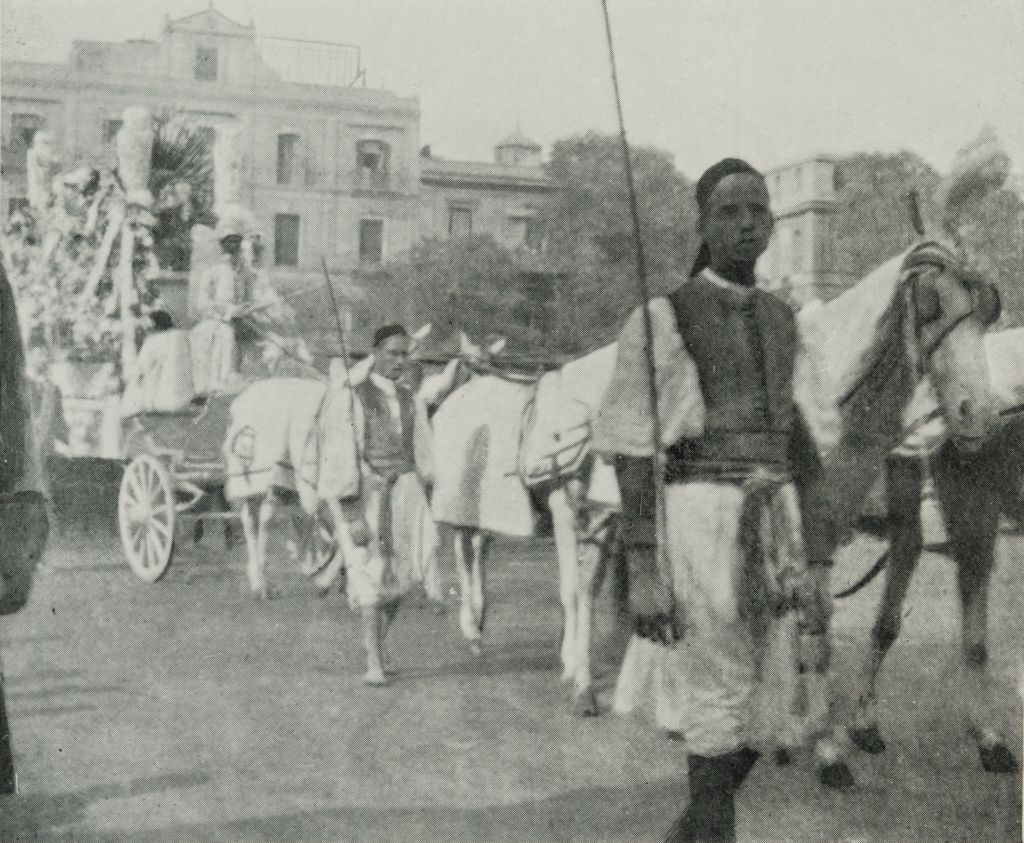
جنازة يهودية في القاهرة 1911م

.

## التعداد
1. اليهود المصريون من أبناء البلد وكان عددهم عندما قامت إسرائيل عام 1948 11 ألف نسمة.
2. بلغ التعداد الرسمي لليهود الكلي الذين هاجروا من مصر بعهد الرئيس جمال عبد الناصر حوالي ٨٠،٠٠٠ ألف نسمة، وكانوا يتشكلون من اليهود المصريون واليهود الأوروبيون.
وقد أدى ذلك الاختلاف إلى ثراء الحياة في المجتمع اليهودي المصري فقد كانت توجد مذاهب متعددة من الدين اليهودي وأفكار مختلفة ومدارس متعددة الثقافات وأنشئت معابد كثيرة لكل مذهب.

## اليهود في مصر القديمة
برديات جزيرة فيلة، تحتوي على العديد من الوثائق القانونية والرسائل المكتوبة بالآرامية التي تصف بإسهاب حياة مجتمع الجنود اليهود المتمركزين كجزء من الحامية الحدودية في مصر في عهد الإمبراطورية الأخمينية. في حوالي عام 650 قبل الميلاد، خلال عهد منسي، شارك الجنود اليهود في حملة إبسماتيك الأول على النوبة. تأثر نظامهم الديني بفترة تواجدهم في بابل حيث تعددت آلهتهم، فعبدوا الإله المحلي خنوم. في معابدهم الخاصة، جنبا إلى جنب إلههم.
بناء على الأساطير الدينية فإن اليهود في مصر يشكلون أحد أقدم المجتمعات اليهودية ويربط وجود اليهود في مصر بأسرة يعقوب بن إسحاق وهجرتها بعد وصول يوسف إلى منصب هام في حكم مصر ولحاق إخوته به أثر المجاعة التي عمت البلاد.

## بدء تأسيس الجالية اليهودية في مصر
رغم الخروج بني إسرائيل من مصر، بما فيه الخروج من سيناء، فإن العلاقة بين اليهود بعد هزيمتهم للكنعانيين واستيطانهم مكانهم بفلسطين لم تنقطع تماما، فيرد ذكر مصر وبعض حكامها في التناخ (المعروف في المسيحية بالعهد القديم أو التوراة، والمزامير والأمثال وكتب الأنبياء)، وقد تراوحت العلاقة بين علاقات طيبة إلى عدائية. فنجد على سبيل المثال ذكر لزواج الملك سليمان، ثالث ملوك بني إسرائيل، من ابنة شيشنق فرعون مصر -(كتاب الملوك الأول، الفصل الثالث، الآيتان 1 و2). مثلما نجد أيضًا تحالفات أقامها بعض الملوك من نسل داود، مع حكام مصر، تلك التحالفات التي أدانها أنبياء بني إسرائيل في التاناخ.(أشعياء 30: 1-5)[بحاجة لمصدر] وعلى الجانب الآخر نجد أيضًا علاقات عدائية أحيانًا أخرى كما في النص الذي أمر بنقشه الملك مرنبتاح بن رمسيس الثاني، والذي يخلد فيه انتصاره على إسرائيل بقوله: «وإسرائيل هزمتها لم يعد لساكنيها من وجود».[بحاجة لمصدر]
وفي أوقات الأزمات التي بدأ يتعرض لها اليهود من سكان المملكة الجنوبية، والتي حكمها الملوك من نسل داوود، مع نهايتها بدأ سكانها في النزوح لمصر، برغم نهي التوراة الصريح لهم بالعودة لمصر. وبرغم تحذير النبي إرميا من النزوح لمصر. وإن كان هذا النزوح لا يمنع أن تكون هناك جاليات يهودية سابقة على نزوح اليهود في عهد إرميا، ذلك إن العلاقات التجارية كانت قائمة بين مصر واليهود المقيمين بفلسطين، كما ذكر في التاناخ استيراد سليمان، بواسطة تجاره، لخيول ومركبات مصرية، وكان نزوح اليهود في عهد إرميا النبي، معاصرًا لحكم الملك المصري إبريس من ملوك الأسرة السادسة والعشرين الفرعونية. كما أن بعض اليهود عملوا كمرتزقة في جيوش الأسرة السادسة والعشرين الفرعونية، فأقام لهم أحد ملوكها مستعمرة في جزيرة ألفنتين (جزيرة فيلة) في جنوب مصر، وسمح لهم بإقامة معبد هناك. وتواجد اليهود في مدينة أسوان، وقد إغلق المعبد في العصر الفارسي بأمر من الملك داريوس توددًا للإله «خنوم» وللكهنة المصريين المقيمين بالجزيرة، حيث شكل وجود المعبد اليهودي بالقرب منهم «شوكة في أعينهم» على حد تعبير أودلف أرمان (عالم المصريات الشهير)، كما اختفت المستعمرة والوجود اليهودي في بدايات القرن الرابع قبل الميلاد.
أما عن اليهود النازحين، الناجين من السبي البابلي، والقادمين في عصر النبي إرميا، فقد استقروا أولاً في مدينة تحفنحيس الواقعة على مشارف دلتا النيل، ومنها تفرقوا في أنحاء مصر المختلفة فمنهم من استقر بمنف وتانيس ومنهم من أقام بالدلتا والصعيد.

## يهود مصر في العصر البطلمي والروماني
استقر اليهود خلال العصر البطلمي، حول الإسكندرية. وبالأخص في منطقة كفر الدوار الحالية، وعمل اليهود في الإدارة، بوصفهم حراس للنهر. في وقت مبكر من القرن الثالث قبل الميلاد، انتشر اليهود في العديد من البلدات والمدن المصرية. وقد زعم المؤرخ يوسيفوس فلافيوس، أنه عندما ضم بطليموس الأول منطقة يهودا، وقاد 120,000 أسيراً يهودياً إلى مصر من مناطق يهودا، القدس والسامرة وجبل جرزيم. مع ذلك، فإن الكثير من اليهود الآخرين هاجروا من تلقاء أنفسهم إلى مصر، لما وجدوه في بطليموس من تسامح.
زعم المؤرخ يوسيفوس فلافيوس أيضا، أنه بعد فترة وجيزة، أطلق بطليموس الثاني سراح هؤلاء الأسرى الـ 120,000.
يبدأ تاريخ اليهود السكندريين مع تأسيس الإسكندر الأكبر للمدينة، عام 332 قبل الميلاد. حيث شكلوا جزءاً من التركيبة السكانية للمدينة في عهد خلفاء الإسكندر. خصص لهم البطالمة حيّان من أحياء المدينة الخمسة. تمتع اليهود السكندرون بقدر كبير من الاستقلال السياسي عن أي مكان آخر.
وفي الفترة الرومانية، هناك أدلة على أن في البهنسا، على الجانب الشرقي لنهر النيل، كانت هناك جالية يهودية من ذوي الشأن. حتى أنه كان لهم شوارع لليهود. تحول الكثير من اليهود إلى مسيحيين، ولكنهم احتفظوا بأسمائهم التوراتية (على سبيل المثال، «داود» و«إليصابات»).
محيت الجالية اليهودية في الإسكندرية تقريباً، عندما قضى جيش تراجان على انتفاضة اليهود في 115-117 م، ويقدّر يوسيفوس فلافيوس عدد من ذهب ضحية هذه المذابح بـ 50,000 يهودي.

### ثورة اليهود
على أن اليهود لم يحافظوا على المزايا التي تمتعوا بها طوال العهد الروماني بمصر، وذلك لثوراتهم المتعددة على امتداد القرنين الأول والثاني للميلاد. وكانت أكبر ثوراتهم في عهد الإمبراطور ترجان عام 115 للميلاد واستمرت لفترة وجيزة من عهد الإمبراطور هدريان، فبالرغم من أنها أخمدت بسرعة في الأسكندرية إلا أنها ظلت مشتعلة لثلاث أعوام في صعيد مصر من نهاية الدلتا إلى إقليم طيبة بصعيد مصر، وظل صعيد مصر ميدانًا لحرب عصابات خلال تلك الأعوام الثلاثة. وقد ظل المصريون في بعض مناطق مصر الوسطى، يتذكرون أحداث تلك الثورة رغم مرور مائة عام على اشتعالها. وظل المصريون في تلك المناطق يذكرون الرومان بصداقتهم عندما حاربوا معهم جنبًا إلى جنب ضد اليهود، وظلت ذكرى إخماد تلك الثورة احتفالاً للمصريين بالرغم من مرور مائة عام على حدوثها، فقد كانت ثورة مدمرة دمرت فيها طرق وأحرقت فيها بيوت وخربت فيها ممتلكات.
كانت نتيجة ثورات اليهود، أن قلص الرومان امتيازتهم، ففي عام 70 للميلاد، وبالرغم من عدم اشتراك يهود مصر في الثورة التي حدثت في فلسطين، فإن السلطات الرومانية أغلقت معبد اليهود بمنف، كما ألزم اليهود بدفع ضريبة قيمتها درخمتان عن كل ذكر بالغ، والتي كانوا يقدمونها من قبل للمعبد الرئيسي ببيت المقدس، وذلك لبناء معبد للإله الروماني جوبيتر الذي أحرق اليهود معبده في ثورتهم تلك ببيت المقدس. وقد استمر الرومان في جباية تلك الضريبة حتى بعد انتهاء بناء المعبد وذلك حتى القرن الثاني للميلاد.
على أن الرومان لم يحاولوا رغم ذلك أن يرغموا اليهود بمصر على التحول عن عاداتهم، فأبقي لهم حق العيش حسب معتقداتهم وعادتهم، وسمح لهم بختان مواليدهم، وهو الأمر الذي حرم منه المصريون فيما عدا الذين يسلكون سلك الكهنوت.

### أعداد اليهود
أما عن أعداد اليهود في ذلك العصر، فيلاحظ ضخامتها بالمقارنة بالعصور التالية مع انتشار المسيحية والإسلام، حيث وصل عدد اليهود في دول حوض البحر المتوسط في العصر الروماني إلى ما لا يقل عن عشرة بالمائة من السكان. وذكر العهد الجديد الكثير من تلك التجمعات، وأورد فيلون السكندري اليهودي أن تعداد يهود الأسكندرية في حياته كان «مليون نسمة» وكان الحي اليهودي هو أحد الأحياء الخمسة بالمدينة.[بحاجة لمصدر] على أنه يجب الأخذ في الاعتبار بأن اليهود في العصرين البطلمي والروماني عرف عنهم نشاطهم التبشيري المحموم، والذي أشار إليه الإنجيل، بما يعني أن هناك فارق بين اليهودي في العصرين الإغريقي والروماني وما سيليهما من عصور، وبين بني إسرائيل الأصليين.

## اليهود تحت الحكم الإسلامي (641 حتى 1250)
وجد الفتح الإسلامي لمصر الدعم ليس فقط من الأقباط، ولكن من اليهود كذلك، كل الساخطين على الإدارة الفاسدة للبطريرك سايروس السكندري.
لم يكن لدي اليهود سبب ليشعروا بالامتنان تجاه الحكام السابقين لمصر. ففي عام 629 طرد الإمبراطور هرقل اليهود من القدس، وأعقب ذلك مذبحة لليهود في جميع أنحاء الإمبراطورية وفي مصر. وقد سمح عمرو بن العاص لليهود بالبقاء في الإسكندرية عندما فتح مصر.
ازدهرت ثروات اليهود في مصر عهد الدولة الطولونية.

### اليهود في عصر الفاطميين (969-1169)
كان عصر الفاطميين من أزهي فترات اليهود في مصر، باستثناء الجزء الأخير من حكم «الحاكم بأمر الله». معظم المدارس التلمودية التي تأسست في مصر، كانت في هذه الفترة. وقد ارتفع شأن بعض اليهود في هذه الفترة، حتى أن يعقوب بن كلس تولى الوزارة في تلك الحقبة.
طبق الخليفة الحاكم بأمر الله (996-1020) العهدة العمرية، مضطراً اليهود على ارتداء أجراس وأن يحملوا صورة خشبية للعجل في الأماكن العامة. كما حدد إقامتهم في أحد شوارع المدينة. وعندما سمع الحاكم أنهم يسخرون منه، قام بحرق حيهم بأكمله.

### اليهود في العصر الأيوبي (1169-1250)
عاش اليهود في سلام في عصر صلاح الدين الأيوبي (1169-1193). في عام 1166 رحل موسى بن ميمون إلى مصر واستقروا في الفسطاط، حيث حاز شهرة كبيرة كطبيب. في الفسطاط، كتب المشناه (1180) ودلالة الحائرين وكلاهما لاقى معارضة من علماء اليهود.

## اليهود في عصر المماليك (1250-1517)
أثناء دولة المماليك البحرية (1250-1390) ساهم اليهود في بعض الأحيان بشكل كبير في صيانة المعدات العسكرية، وتعرضوا لمضايقات من قبل قضاة وعلماء المسلمين في تلك الفترة. فقد ذكر المقريزي أن الظاهر بيبرس (1260-1277) ضاعف ضريبة «أهل الذمة».
أما تحت حكم المماليك البرجية، هاجم الفرنجة الإسكندرية مرة أخرى عام 1416، وضعت قوانين أشد صرامة ضد اليهود، وذلك بسبب ظهور وباء الطاعون الذي أهلك أعدادا كبيرة من السكان عام 1438. فأجبر اليهود في القاهرة على دفع 75,000 قطعة ذهبية.

## اليهود في عصر جمال عبد الناصر

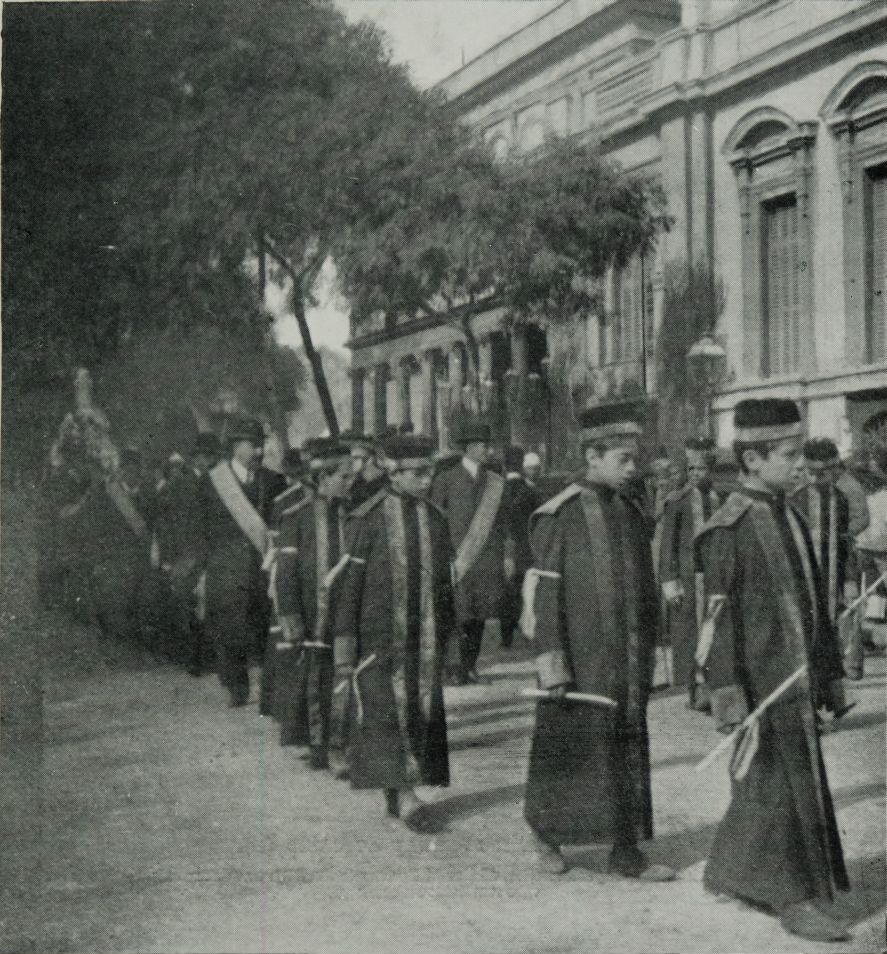
جنازة يهودية في القاهرة 1911م

في عصر جمال عبد الناصر زاد الصراع بين مصر وإسرائيل زيادة شديدة، وبداية من قيام «دولة إسرائيل» ودعوتها لليهود من جميع أنحاء العالم للهجرة إليها، بدا المسلمون في حرق محلات يهوديه شهيرة لأنهم كانوا من أغنياء مصر في ذلك الوقت مثل شيكوريل وعدس وغيرها.[بحاجة لمصدر] بدأ يهود مصر يتحولون إلى إسرائيل، وزيادة انتمائهم إليها عن مصر، وقد تم كشف العديد من شبكات التجسس الإسرائيلية، التي كان أعضائها من يهود مصر، وبعد احتلال إسرائيل لسيناء وبدأت إسرائيل استخدام بعضهم للتجسس علي نطاق واسع. وبعد انتصار مصر في حرب أكتوبر 1973، في الثمانينيات تم رصد بعض محاولات النزوح لمصر من قبل عدد قليل جدًا من العائلات، ولكن طبقًا للدستور المصري، بحصول هؤلاء اليهود علي الجنسية الإسرائيلية فأنه تم تجريدهم من الجنسية المصرية نهائيًا، وتم رفض طلبات النزوح وترحيل اليهود من الحدود المصرية.

## يهود مصر في الألفية الجديدة
كانت آخر إحصائية لتعداد اليهود في مصر كانت عام 2003 وكان عددهم لا يتجاوز (5,680،[بحاجة لمصدر]) يعيشون في القاهرة وإسكندرية والفيوم وهم آخر من تبقى من الطائفة التي كان عددها وقت قيام إسرائيل عام 1948 نحو 90 ألف نسمة، وكانوا أعضاء فاعلين في المجتمع المصري ويعيشون في تناغم مع بقية الطوائف المصرية، ومع 2009 أصبح اليهود في مصر لا يتجاوزون 20 فرد.

## طالع أيضًا
- عن يهود مصر.
- أبو حصيرة

## وصلات خارجية
- (بالإنجليزية) أخبار البساتين - النشرة الإخبارية اليهودية الوحيدة التي تكتب مباشرة من مصر منذ عام 1995
- حوار عن يهود مصر مع ماجدة هارون رئيسة الطائفة اليهودية بمصر نسخة محفوظة 29 نوفمبر 2014 على موقع واي باك مشين.